# Thecla wittfeldi
Thecla wittfeldi är en fjärilsart som beskrevs av Edwards 1883. Thecla wittfeldi ingår i släktet Thecla och familjen juvelvingar. Inga underarter finns listade i Catalogue of Life.